# Leonardo Astrada
Leonardo Rubén Astrada (Buenos Aires, 6 de enero de 1970) conocido como «El Negro » Astrada, es un exfutbolista y exentrenador argentino que jugaba principalmente de volante central. Actualmente trabaja como periodista deportivo en los programas de fútbol ESPN F360 y en ESPN F10 de ESPN Argentina. 
Fue jugador de River Plate durante casi toda su carrera (de 1989 a 2003), salvo por una breve estadía en Grêmio. Como jugador obtuvo diez campeonatos de Primera División, una Copa Libertadores (1996) y una Supercopa (1997) con River. Además, ganó una Copa América (1991) y disputó la Copa Mundial de la FIFA (1998) con la selección argentina.
Como director técnico, ganó un torneo con River. Además, registra pasos por diversos clubes importantes del fútbol argentino, entre ellos River Plate, Estudiantes de La Plata y Argentinos Juniors. Su último paso como entrenador fue en Atlético de Rafaela.

## Trayectoria

### Como jugador
Realizó las divisiones inferiores y además jugó la mayor parte de su carrera en River Plate, con el que ganó diez títulos locales y dos internacionales. Su único paso por otro club en el Grêmio de Porto Alegre de Brasil en el año 2000. También jugó para la selección de fútbol de Argentina y fue participante en la Copa Mundial de Fútbol de 1998. Hizo 32 apariciones con la camiseta Argentina anotando un gol. En 2000 obtuvo un Diploma al Mérito de los Premios Konex como Futbolista en Argentina de la década 1990-1999.
Jugó su primer partido en la primera de River Plate el 2 de julio de 1989 en el partido contra Argentinos Juniors en el que el club millonario ganó 1-0. Marcó su primer gol el 29 de octubre de 1989 en un partido contra el Deportivo Español.

#### Participaciones en Copas del Mundo
| Mundial                      | Sede    | Resultado        | Partidos | Goles |
| ---------------------------- | ------- | ---------------- | -------- | ----- |
| Copa Mundial de la FIFA 1998 | Francia | Cuartos de final | 0        | 0     |

### Como entrenador
Como entrenador dirigió 120 partidos, de los cuales ganó 57, empató 27 y perdió 36 con 179 goles a favor y 140 en contra. Comenzó trabajando en River Plate, logrando ganar el Torneo Clausura 2004 y llegando a las semifinales de la Copa Libertadores por dos años consecutivos entre 2004 y 2005.
También fue director técnico en un fugaz pero fructífero paso por el Club Atlético Rosario Central, en el que fue despedido por diferencias con el grupo inversor que aportaba dinero para las contrataciones del club.
Desde marzo de 2007 hasta abril de 2008 fue entrenador del Club Atlético Colón, club del cual se fue luego de algunos malos resultados en el Torneo Clausura 2008. En el apertura 2008 y parte del clausura 2009 entrenó a Estudiantes de La Plata, con el que en su semestre de trabajo ya cosechó una final de la Copa Sudamericana perdiendo en la final contra Internacional de Porto Alegre a 4 minutos de los penales. El día 11 de marzo del 2009 Leo Astrada deja el cargo como director técnico de Estudiantes de la Plata, por malos resultados tanto en la Libertadores como en el Clausura 2009, siendo sustituido en el banquillo por Alejandro Sabella quien más tarde terminaría logrando el tetracampeonato de América con el cuadro pincharrata. El 6 de octubre de 2009 se oficializa la contratación como director técnico del primer equipo del Club Atlético River Plate por 15 meses, siendo ésta la segunda oportunidad en que dirige en el club, pero en un equipo sin rumbo es despedido por el presidente Pasarella, el 12 de abril de 2010, dejando a River en el puesto 18.º de la clasificación.
Desde el mes de febrero de 2011 ocupó el cargo de Director Técnico del Club Cerro Porteño, club con el cual alcanza las semifinales de la Copa Libertadores 2011, siendo eliminado por el Santos de las estrellas Neymar y Paulo Henrique Ganso a la postre campeón del torneo. Leo Astrada no consiguió darle regularidad a Cerro Porteño en el segundo semestre, el 24 de septiembre llegó a un acuerdo con la dirigencia y renuncia a su cargo.
En el primer semestre de 2012 asume como técnico de Argentinos Juniors, de mala campaña en el Torneo Clausura 2012. Durante las últimas fechas consiguió levantar el rendimiento del conjunto de La Paternal, finalizando en la octava posición. Para el segundo semestre, consiguió atraer a jugadores como Diego Placente y Juan Anangonó. Sin embargo, solo consiguió 18 puntos sobre 45 en juego, y fue despedido del cargo técnico, siendo reemplazado por Gabriel Schürrer.
Luego de estar 2 años sin dirigir, apareció una nueva oferta de Cerro Porteño y llegaron a un acuerdo. El día 30 de agosto de 2014 llegó a Paraguay para firmar por Cerro Porteño. Al día siguiente se jugaba la 7.ª fecha del Torneo Clausura 2014 (Paraguay) donde Cerro Porteño enfrentaba al Club Olimpia en el Clásico del fútbol paraguayo. Astrada decidió dirigir dicho partido y fue con derrota 1-0. Finalizó como subcampeón del Torneo Clausura 2014 (Paraguay) tras perder la punta a 3 fechas del final. En la Copa Sudamericana 2014 dirigió desde la Segunda fase hasta los Octavos de final tras haber sido eliminado por Boca Juniors en un global de 5-1.
En el 2015 la dirigencia de Cerro Porteño confiaba que el equipo comandado por Leonardo Astrada podía hacer una buena Copa Libertadores 2015 decide acceder a todos los pedidos del entrenador. La pretemporada se realizó en Argentina y todos los refuerzos que pidió el entrenador fueron dados por el presidente. Tal cosa no ocurrió ya que fue eliminado sorpresiva e inesperadamente en la Pre-Fase de la Copa Libertadores 2015 ante el Deportivo Táchira Fútbol Club de Venezuela lo que trajo miles de quejas hacia el entrenador por la forma en la que planteó la definición, especialmente en el juego de vuelta jugado en Asunción ya que no utilizó al jugador Fidencio Oviedo por un acto de indisciplina. Tras la eliminación empeoró la situación en manejo del plantel ya que fueron marginados Dani Güiza, Mauricio Sperduti, Rodrigo Rojas por bajo rendimiento y se sumó a la marginación de Fidencio Oviedo. En el Torneo Apertura 2015 (Paraguay) dirigió 6 partidos, de los cuales ganó 3, empató 1 y perdió 2. El jueves 5 de marzo renunció tras haber perdido un día antes 4-0 ante el Club Guaraní.
Entre abril y noviembre de 2015 fue el entrenador de Atlético de Rafaela. Debutó el 21 de abril con derrota 1-2 ante Colón y se despidió con un 0-1 ante San Lorenzo el 8 de noviembre. Bajo su dirección, el equipo quedó eliminado en octavos de final de la Copa Argentina 2014-15 ante San Lorenzo y finalizó anteúltimo en la tabla del Campeonato 2015.

## Estadísticas

### Como jugador

#### Clubes
| River Plate Argentina | 1.ª                 | 1989-90             | 14  | 1 | - | - | 8   | 0 | 22  | 1 | 0,04 |
| River Plate Argentina | 1.ª                 | 1990-91             | 32  | 2 | - | - | 5   | 0 | 37  | 2 | 0,05 |
| River Plate Argentina | 1.ª                 | 1991-92             | 34  | 1 | - | - | 8   | 0 | 42  | 1 | 0,02 |
| River Plate Argentina | 1.ª                 | 1992-93             | 29  | 0 | - | - | 7   | 0 | 36  | 0 | 0,00 |
| River Plate Argentina | 1.ª                 | 1993-94             | 32  | 0 | 9 | 0 | 4   | 0 | 45  | 0 | 0,00 |
| River Plate Argentina | 1.ª                 | 1994-95             | 28  | 0 | - | - | 15  | 0 | 43  | 0 | 0,00 |
| River Plate Argentina | 1.ª                 | 1995-96             | 23  | 0 | - | - | 17  | 0 | 40  | 0 | 0,00 |
| River Plate Argentina | 1.ª                 | 1996-97             | 34  | 1 | - | - | 6   | 0 | 40  | 1 | 0,02 |
| River Plate Argentina | 1.ª                 | 1997-98             | 21  | 0 | - | - | 18  | 0 | 39  | 0 | 0,00 |
| River Plate Argentina | 1.ª                 | 1998-99             | 27  | 0 | - | - | 18  | 0 | 45  | 0 | 0,00 |
| River Plate Argentina | 1.ª                 | 1999                | 16  | 1 | - | - | 6   | 0 | 22  | 1 | 0,06 |
| River Plate Argentina | Total club          | Total club          | 290 | 6 | 9 | 0 | 112 | 0 | 411 | 6 | 0,01 |
| Grêmio (Préstamo) · Brasil | 1.ª                 | 2000                | 6   | 0 | 0 | 0 | -   | - | 6   | 0 | 0,00 |
| Grêmio (Préstamo) · Brasil | Total club          | Total club          | 6   | 0 | 0 | 0 | -   | - | 6   | 0 | 0,00 |
| River Plate Argentina | 1.ª                 | 2001                | 15  | 0 | - | - | 6   | 0 | 21  | 0 | 0,00 |
| River Plate Argentina | 1.ª                 | 2001-02             | 5   | 0 | - | - | 0   | 0 | 5   | 0 | 0,00 |
| River Plate Argentina | 1.ª                 | 2002-03             | 22  | 0 | - | - | 5   | 0 | 27  | 0 | 0,00 |
| River Plate Argentina | Total club          | Total club          | 42  | 0 | - | - | 11  | 0 | 53  | 0 | 0,00 |
| Total en su carrera | Total en su carrera | Total en su carrera | 338 | 6 | 9 | 0 | 123 | 0 | 470 | 6 | 0,01 |
| (1) Las copas nacionales se refiere a la Copa Centenario. (2) Las copas internacionales se refiere a la Copa Libertadores, Supercopa Sudamericana, Copa Intercontinental, Recopa Sudamericana, Copa Mercosur y Copa Sudamericana. (3) Media de goles por encuentro. No incluye goles en partidos amistosos. |                     |                     |     |   |   |   |     |   |     |   |      |

#### Selección
| Selección          | Año   | Amistosos | Amistosos | Copa América | Copa América | Eliminatorias | Eliminatorias | Mundial | Mundial | Total | Total |
| Selección          | Año   | PJ        | G         | PJ           | G            | PJ            | G             | PJ      | G       | PJ    | G     |
| ------------------ | ----- | --------- | --------- | ------------ | ------------ | ------------- | ------------- | ------- | ------- | ----- | ----- |
| Absoluta Argentina | 1991  | 4         | 0         | 7            | 1            | -             | -             | -       | -       | 11    | 1     |
| Absoluta Argentina | 1992  | 2         | 0         | -            | -            | -             | -             | -       | -       | 2     | 0     |
| Absoluta Argentina | 1995  | 8         | 0         | 3            | 0            | -             | -             | -       | -       | 11    | 0     |
| Absoluta Argentina | 1996  | 1         | 0         | -            | -            | -             | -             | -       | -       | 1     | 0     |
| Absoluta Argentina | 1997  | -         | -         | -            | -            | 2             | 0             | -       | -       | 2     | 0     |
| Absoluta Argentina | 1998  | 3         | 0         | -            | -            | -             | -             | 0       | 0       | 3     | 0     |
| Absoluta Argentina | 1999  | 2         | 0         | -            | -            | -             | -             | -       | -       | 2     | 0     |
| Absoluta Argentina | Total | 20        | 0         | 10           | 1            | 2             | 0             | 0       | 0       | 32    | 1     |

#### Resumen estadístico
|                      | Partidos | Goles | Promedio |
| -------------------- | -------- | ----- | -------- |
| Liga                 | 338      | 6     | 0,01     |
| Copas nacionales     | 9        | 0     | 0,00     |
| Copa Internacionales | 123      | 0     | 0,00     |
| Selección Argentina  | 32       | 1     | 0,03     |
| TOTAL                | 541      | 7     | 0,01     |

### Como entrenador
| Equipo                        | Div.                   | Torneo                 | Estadísticas | Estadísticas | Estadísticas | Estadísticas | Estadísticas | Estadísticas | Estadísticas | Estadísticas  |
| Equipo                        | Div.                   | Torneo                 | PJ           | G            | E            | P            | GF           | GC           | DG           | Efectividad % |
| ----------------------------- | ---------------------- | ---------------------- | ------------ | ------------ | ------------ | ------------ | ------------ | ------------ | ------------ | ------------- |
| River Plate Argentina         | 1.ª                    | 2003/04                | 21           | 14           | 4            | 3            | 46           | 23           | +23          | 73.02%        |
| River Plate Argentina         | 1.ª                    | Libertadores 2004      | 12           | 7            | 2            | 3            | 18           | 11           | +7           | 63.89%        |
| River Plate Argentina         | 1.ª                    | 2004/05                | 38           | 17           | 9            | 12           | 59           | 48           | +11          | 52.63%        |
| River Plate Argentina         | 1.ª                    | Sudamericana 2004      | 2            | 0            | 1            | 1            | 1            | 2            | -1           | 16.67%        |
| River Plate Argentina         | 1.ª                    | Libertadores 2005      | 12           | 7            | 2            | 3            | 23           | 17           | +6           | 63.89%        |
| River Plate Argentina         | 1.ª                    | 2005/06                | 4            | 2            | 1            | 1            | 5            | 5            | 0            | 58.33%        |
| River Plate Argentina         | Total                  | Total                  | 89           | 47           | 19           | 23           | 152          | 106          | +46          | 59.93%        |
| Rosario Central Argentina     | 1.ª                    | 2005/06                | 11           | 4            | 5            | 2            | 12           | 8            | +4           | 51.52%        |
| Rosario Central Argentina     | 1.ª                    | Libertadores 2006      | 4            | 1            | 2            | 1            | 6            | 5            | +1           | 41.67%        |
| Rosario Central Argentina     | Total                  | Total                  | 15           | 5            | 7            | 3            | 18           | 13           | +5           | 48.89%        |
| Colón de Santa Fe Argentina   | 1.ª                    | 2006/07                | 6            | 5            | 0            | 1            | 12           | 7            | +5           | 83.33%        |
| Colón de Santa Fe Argentina   | 1.ª                    | 2007/08                | 25           | 7            | 5            | 13           | 27           | 34           | -7           | 34.67%        |
| Colón de Santa Fe Argentina   | Total                  | Total                  | 31           | 12           | 5            | 14           | 39           | 41           | -2           | 44.09%        |
| Estudiantes (LP) Argentina    | 1.ª                    | 2008/09                | 17           | 8            | 3            | 6            | 19           | 19           | 0            | 52.94%        |
| Estudiantes (LP) Argentina    | 1.ª                    | Sudamericana 2008      | 8            | 3            | 4            | 1            | 9            | 6            | +3           | 54.17%        |
| Estudiantes (LP) Argentina    | 1.ª                    | Libertadores 2009      | 5            | 2            | 0            | 3            | 3            | 6            | -3           | 40%           |
| Estudiantes (LP) Argentina    | Total                  | Total                  | 30           | 13           | 7            | 10           | 31           | 31           | 0            | 51.11%        |
| River Plate Argentina         | 1.ª                    | 2009/10                | 26           | 7            | 8            | 11           | 23           | 27           | -4           | 37.18%        |
| River Plate Argentina         | Total                  | Total                  | 26           | 7            | 8            | 11           | 23           | 27           | -4           | 37.18%        |
| Total en River                | Total en River         | Total en River         | 115          | 54           | 27           | 34           | 175          | 133          | +42          | 54.78%        |
| Cerro Porteño Paraguay        | 1.ª                    | 2010/11                | 27           | 7            | 11           | 9            | 28           | 32           | -4           | 39.51%        |
| Cerro Porteño Paraguay        | 1.ª                    | Libertadores 2011      | 10           | 3            | 5            | 2            | 12           | 10           | +2           | 46.67%        |
| Cerro Porteño Paraguay        | Total                  | Total                  | 37           | 10           | 16           | 11           | 40           | 42           | -2           | 41.44%        |
| Argentinos Juniors Argentina  | 1.ª                    | 2011/12                | 14           | 6            | 4            | 4            | 13           | 11           | +2           | 52.38%        |
| Argentinos Juniors Argentina  | 1.ª                    | CA 2011/12             | 2            | 1            | 0            | 1            | 2            | 1            | +1           | 50%           |
| Argentinos Juniors Argentina  | 1.ª                    | 2012/13                | 13           | 3            | 5            | 5            | 14           | 20           | -6           | 35.9%         |
| Argentinos Juniors Argentina  | 1.ª                    | Sudamericana 2012      | 2            | 0            | 0            | 2            | 2            | 6            | -4           | 0%            |
| Argentinos Juniors Argentina  | Total                  | Total                  | 31           | 10           | 9            | 12           | 31           | 38           | -7           | 41.94%        |
| Cerro Porteño Paraguay        | 1.ª                    | 2014/15                | 23           | 14           | 5            | 4            | 44           | 20           | +24          | 68.12%        |
| Cerro Porteño Paraguay        | 1.ª                    | Sudamericana 2014      | 6            | 2            | 1            | 3            | 7            | 8            | -1           | 38.89%        |
| Cerro Porteño Paraguay        | 1.ª                    | Libertadores 2015      | 2            | 0            | 1            | 1            | 3            | 4            | -1           | 16.67%        |
| Cerro Porteño Paraguay        | Total                  | Total                  | 31           | 16           | 7            | 8            | 54           | 32           | +22          | 59.14%        |
| Total en Cerro Porteño        | Total en Cerro Porteño | Total en Cerro Porteño | 68           | 26           | 23           | 19           | 94           | 74           | +20          | 49.51%        |
| Atlético de Rafaela Argentina | 1.ª                    | 2015                   | 21           | 4            | 6            | 11           | 23           | 38           | -15          | 28.57%        |
| Atlético de Rafaela Argentina | 1.ª                    | CA 2014/15             | 2            | 1            | 0            | 1            | 5            | 2            | +3           | 50%           |
| Atlético de Rafaela Argentina | Total                  | Total                  | 23           | 5            | 6            | 12           | 28           | 40           | -12          | 30.43%        |
| Total en sus equipos          | Total en sus equipos   | Total en sus equipos   | 276          | 115          | 68           | 93           | 376          | 328          | +48          | 49.88%        |

## Palmarés

### Como jugador

#### Campeonatos nacionales
| Título                | Club        | País      | Año     |
| --------------------- | ----------- | --------- | ------- |
| Primera División (10) | River Plate | Argentina | 1989-90 |
| Primera División (10) | River Plate | Argentina | A-1991  |
| Primera División (10) | River Plate | Argentina | A-1993  |
| Primera División (10) | River Plate | Argentina | A-1994  |
| Primera División (10) | River Plate | Argentina | A-1996  |
| Primera División (10) | River Plate | Argentina | C-1997  |
| Primera División (10) | River Plate | Argentina | A-1997  |
| Primera División (10) | River Plate | Argentina | A-1999  |
| Primera División (10) | River Plate | Argentina | C-2002  |
| Primera División (10) | River Plate | Argentina | C-2003  |

#### Copas internacionales
| Título                 | Club        | Sede         | Año  |
| ---------------------- | ----------- | ------------ | ---- |
| Copa América           | Argentina   | Chile        | 1991 |
| Copa Libertadores      | River Plate | Buenos Aires | 1996 |
| Supercopa Sudamericana | River Plate | Buenos Aires | 1997 |

### Como entrenador

#### Campeonatos nacionales
| Título           | Club        | País      | Año    |
| ---------------- | ----------- | --------- | ------ |
| Primera División | River Plate | Argentina | C-2004 |

| Predecesor: Roberto Sensini                   | Entrenadores del Club Estudiantes de La Plata 2008 - 2009          | Sucesor: Alejandro Sabella          |
| Predecesor: Manuel Pellegrini Néstor Gorosito | Entrenadores del Club Atlético River Plate 2004 - 2005 2009 - 2010 | Sucesor: Reinaldo Merlo Ángel Cappa |